# Специјална основна школа „Драган Херцог”
Специјална основна школа „Драган Херцог”” је основна школа која се налази у београдској општини Савски венац, на адреси Војводе Миленка 33, а основана је 1969. године.

## Опште информације
Залагањем здравствених и просветних радника, Скупштина града Београда је 1969. године донела одлуку о оснивању школе, а тада је добила назив „Основна школа за децу са специјалним здравственим проблемима”. Током школске 1969/70. имала је 34 одељења распоређених у пет београдских болница, али и кућну наставу. Укупно је било 38 запослених, од чега је њих 35 било ангажовано у настави. Две године касније, школа добија име по доктору Драгану Херцогу, младом лекару хуманисти који је, као члан мисије Међународног Црвеног крста трагично изгубио живот
лечећи децу и помажући становништву грађанским ратом захваћене Бијафре (делу данашње Нигерије). Године 1972. школа је добила просторије у Улици Војводе Миленка број 33, у којима се и днаас налази.
Током школске 1974/75. школа је имала 60 запослених, а десетак година касније њих 85. За свој рад школа је добила бројна признања, а 1984. године Доситејеву награду.
Мисија школе је образовање деце која су привремено или трајно, услед здравствених проблема онемогућена да похађају наставу у матичним школама. Поред типичне настава, школа нуди болничку, кућну и наставу на даљину, као и инклузивно образовање.